# Invasione sovietica dell'Armenia
L'invasione sovietica dell'Armenia da parte dell'Armata Rossa, nota anche come guerra armeno-sovietica, sovietizzazione o occupazione sovietica dell'Armenia, fu una campagna militare condotta dall'11ª armata della Russia sovietica da settembre al 29 novembre 1920 per instaurare un nuovo governo sovietico nella Prima Repubblica di Armenia, ex territorio dell'Impero russo. L'invasione coincise con due eventi simultanei, l'invasione turca e l'insurrezione antigovernativa organizzata dai bolscevichi armeni locali nella capitale Erevan e in altre città e luoghi popolati del paese. L'invasione portò alla dissoluzione della Prima Repubblica di Armenia e alla fondazione della Repubblica Socialista Sovietica Armena.

## Sfondo
Il partito al governo dell’Armenia era il Dashnaktsutyun con posizioni socialiste-nazionaliste. Il governo dell'Armenia era orientato verso occidente, un elemento dovuto principalmente al fatto che il presidente degli Stati Uniti Wilson aveva redatto una mappa favorevole per l'Armenia secondo il Trattato di Sèvres. Mentre il governo armeno credeva nella realizzazione di quella che oggi è conosciuta come Armenia wilsoniana, bolscevichi e kemalisti sostenevano la fragilità dello stato appena costituito.
Dal 19 luglio al 7 agosto 1920 si tenne il II Congresso dell'Internazionale Comunista, il cui manifesto prevedeva quanto segue:
Ispirati dal successo dei bolscevichi in Azerbaigian, i bolscevichi armeni organizzarono un colpo di stato/insurrezione militare nel maggio 1920, che portò alle dimissioni del governo di Vratsian; tuttavia il nuovo governo di Ohanjanyan riuscì a reprimere il colpo di stato con la sua politica dura.
La Turchia kemalista, da un lato, aveva l’intenzione di attaccare l’Armenia, mentre i bolscevichi, dall'altro, intendevano sovietizzarla, ed era quindi evidente che entrambi avrebbero avuto successo se le loro azioni fossero state sincronizzate. La Russia sovietica non era contraria a sfruttare l’aggressione turca nella questione della sovietizzazione dell’Armenia, e pertanto a questo scopo era necessario preparare l’aggressione dei turchi con la propaganda adeguata.
Tale situazione politica ispirò i bolscevichi, e in particolare Trockij, che era un sostenitore dell’idea della rivoluzione permanente. Trockij voleva esportare la rivoluzione in Oriente, inizialmente in Persia, e a tale scopo fu convocato dal 1º all’8 settembre 1920 a Baku il Congresso dei popoli dell’Est. Il Congresso formò un Consiglio di propaganda e di azione dei popoli dell'Est, il quale il 17 settembre adottò una risoluzione sulla sovietizzazione forzata dell'Armenia con l'aiuto dell'aggressione turca.
Dopo la sconfitta militare delle forze del Dashnak da parte dei turchi nell'ottobre-novembre 1920, l'Armata Rossa invase l'Armenia, dove nel novembre 1920 fu fondata la RSS Armena. L'Armata Rossa continuò a fronteggiare l'opposizione militare solo a Syunik, dove Garegin Njdeh e i suoi soldati combatterono fino al luglio 1921.

## Trattato
Il 2 dicembre 1920 fu firmato un accordo a nome del governo armeno del Dashnak.
I termini del trattato erano i seguenti:
1. L’Armenia viene dichiarata Repubblica Socialista Sovietica.
2. Un Comitato militare-rivoluzionario provvisorio assume il potere sull’Armenia fino alla convenzione del Congresso dei Soviet.
3. La Russia sovietica riconosce come parte integrante della Repubblica di Armenia l'intera provincia di Erevan, Zangezur, parte della provincia di Kars, alcune regioni della provincia di Kazakh e i territori della provincia di Tiflis, che facevano parte della Repubblica di Armenia fino al 28 settembre 1920.
4. Gli ufficiali dell'Esercito della Repubblica di Armenia sono sollevati dalla responsabilità per le azioni iniziate prima della proclamazione del potere sovietico in Armenia.
5. Gli attuali esponenti dell'attuale partito politico armeno (Dashnaktzutiun) e degli altri partiti sociali della Repubblica di Armenia non devono essere soggetti a repressione per l'adesione a questi partiti.
6. La composizione del comitato esecutivo temporaneo deve essere composta da 5 bolscevichi e due confederati di sinistra.
7. Il governo della Russia sovietica si impegna a garantire la sicurezza del territorio dell'Armenia sovietica

## Logica sovietica
Secondo la storica Brinegar, la sovietizzazione dell'Armenia fu spinta da una fazione di bolscevichi tra cui Narimanov, Iosif Stalin e Grigorij (Sergo) Ordžonikidze che consideravano l'occupazione dell'Armenia e della Georgia necessaria per la stabilità e l'eliminazione dell'attività anti-bolscevica nelle regioni di confine. Inoltre, Lenin temeva che l’Intesa stesse progettando di utilizzare la Georgia come punto di partenza per riconquistare Baku, che forniva petrolio ai sovietici.
Un libro dell'URSS del 1967 descrive l'evento come segue: